# Ladislav Minář
Ladislav Minář (* 18. června 1969) je český sportovní funkcionář, který je od roku 2014 sportovním ředitelem českého fotbalového klubu SK Sigma Olomouc, a bývalý fotbalový trenér.

## Trenérská kariéra
V lednu 2006 vystřídal Minář na lavičce Kroměříže Romana Pivarníka, jenž odešel na místo asistenta trenéra do Rapidu Vídeň.
V létě 2006 se Minář stal sportovním ředitelem Tescomy Zlín. Minář vedl Zlín v Gambrinus lize 2008/09 jako dočasný manažer mezi odvoláním předchozího trenéra Josefa Mazury v 7. kole a jmenováním Stanislava Levého ve 12. kole. Když byl Levý propuštěn poté, co tým získal z pěti zápasů pouze jeden bod, byl Minář pověřen vedením týmu do konce sezony. Na konci sezóny klub z ligy sestoupil a v následující sezóně se mu nepodařilo vybojovat postup zpět do nejvyšší soutěže, nakonec skončil v sezóně 2009/10 na třetím místě v české 2. lize. Následně Minář na konci sezony v klubu skončil, a to jak na pozici trenéra, tak sportovního ředitele.
V létě 2010 se Minář přesunul na místo sportovního ředitele v Mladé Boleslavi. Minář se na konci ročníku 2010/11 stal dočasným trenérem, když nahradil Karla Stannera. Během svého krátkého působení na lavičce klubu vyhrál český pohár. V září 2012 byl Minář opět pověřen vedením Mladé Boleslavi po odvolání Miroslava Koubka. Po podzimu 2013 v Mladé Boleslavi skončil.
V lednu 2014 získal angažmá v Olomouci, v květnu téhož roku vedl tým ve čtyřech zápasech jako hlavní trenér, ale po sestupu z ligy trenérské místo opustil.